# 清崟太郎

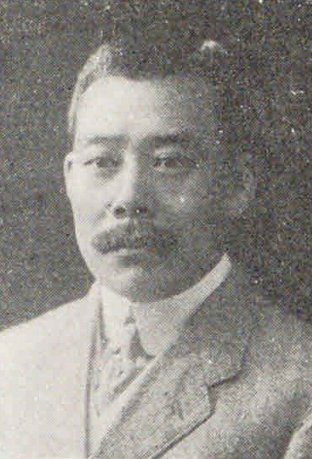
清崟太郎

清 崟太郎（せい きんたろう、1874年〈明治7年〉3月3日 - 1921年〈大正10年〉5月29日）は、衆議院議員（立憲政友会）。

## 経歴
静岡県富士郡柚野村（現在の富士宮市）で酒造業を営む清家の四男として生まれた。1903年（明治36年）に東京専門学校（現在の早稲田大学）を卒業後、中央新聞の記者となった。その後、東京市長尾崎行雄の知遇を得、市長秘書役に抜擢された。
1908年（明治41年）、第10回衆議院議員総選挙に出馬し、当選。以後、当選回数は5回を数えた。その他、東京市会議員も務めた。